# Троицкий храм (Качевицы)
Троицкая церковь — православный храм в селе Качевицы Западнодвинского муниципального округа Тверской области России. В настоящее время находится в руинированном состоянии. В данный момент идет активная реставрация . Большая часть храма полностью восстановлена.
Расположен в северо-восточной части деревни.
Каменный двухпрестольный храм на погосте Качевицы был построен в 1791 году. Основной объём храма — двусветный четверик, завершеный восьмериком, перекрытым куполом с люкарнами, декоративное убранство в духе классицизма.
В 1876 году церковь имела 1238 прихожан (634 мужчины и 604 женщины). В 1879 году — 1822 прихожанина (890 мужчин и 932 женщины). В разное время в храме служили священники Георгий Иоаннович Любимов, Иоанн Ильин Амосов, Феодор Горожанский и Михаил Иоаннович Знаменский.
В 1930-х годах советские власти закрыли храм, священник был арестован. В настоящее время храм находится в запустении, в развалинах. В 2007 и 2010-х годах предпринимались попытки восстановления храма.
Основной объём храма, сильно пострадавший от советских властей, является памятником архитектуры федерального значения.

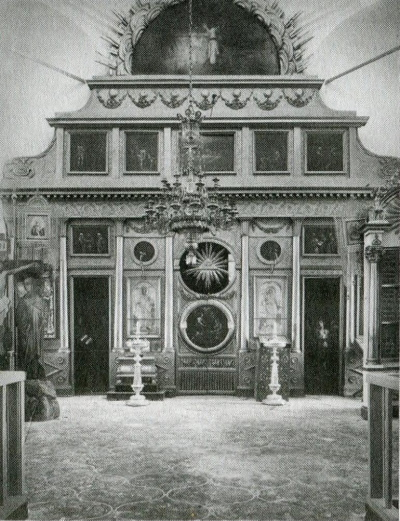
Иконостас церкви. Фотография начала XX века.